# Simeon Simeonov
Simeon Ivanov Simeonov (på bulgarsk: Симеон Иванов Симеонов) (26. marts 1946 – 2. november 2000) var en bulgarsk fodboldspiller (målmand). Han spillede 34 kampe for det bulgarske landshold, og deltog ved hele tre VM-slutrunder (1966, 1970 og 1974).
Simeonov spillede på klubplan hovedsageligt for Slavia Sofia i hjemlandet. Det blev også til en enkelt sæson hos CSKA Sofia. Han blev i 1968 kåret til Årets fodboldspiller i Bulgarien.